# My Versions
My Versions är Robin Stjernbergs första studioalbum, utgivet 2012 av Lionheart Music Group. My Versions är en best of-samling av Stjernbergs tid från Idol 2011. Albumet innehåller vinnarlåten All This Way samt nio av hans bästa låtar som han framfört under fredagsfinalerna. Första singeln från albumet är Halo.

## Låtlista
| Nr           | Titel                           | Längd |
| ------------ | ------------------------------- | ----- |
| 1.           | All This Way                    | 3:19  |
| 2.           | Dedication To My Ex (Miss That) | 2:17  |
| 3.           | Halo                            | 4:13  |
| 4.           | Let Me Entertain You            | 3:53  |
| 5.           | You Raise Me Up                 | 2:42  |
| 6.           | In My Head                      | 3:01  |
| 7.           | Who You Are                     | 3:22  |
| 8.           | Breakeven                       | 4:26  |
| 9.           | Love Is Gone                    | 2:57  |
| 10.          | California King Bed             | 3:49  |
| Total längd: | Total längd:                    | 32:59 |

### Fotnoter
1. ↑  ”Arkiverade kopian”. Arkiverad från originalet den 8 augusti 2014. https://web.archive.org/web/20140808053506/http://www.lionheartmusicgroup.se/start/nyheter-2.aspx?newsId=206. Läst 13 mars 2017.
2. ↑  http://www.universalmusic.se/blogg/lionheart/2011/12/19/robin-stjernberg-slapper-album